# Mario Zanello (1926)
Mario Zanello (Saciletto, 6 agosto 1926) è un ex calciatore italiano, di ruolo attaccante.

## Carriera
Dopo gli esordi con la Pro Gorizia, raggiunge la promozione in Serie B con il Monza al termine della stagione 1950-1951; con i brianzoli disputa complessivamente cinque campionati, totalizzando 127 presenze e 17 reti.

## Palmarès

### Club

#### Competizioni nazionali
- Serie C: 1

Monza: 1950-1951